# Hannes Eder
Hannes Eder est un footballeur autrichien né le 5 septembre 1983 à Innsbruck, qui évolue au poste de défenseur au SC Rheindorf Altach.

## Sélection Autrichienne
Hannes Eder obtient son unique sélection le 6 octobre 2006 en étant titulaire lors d'un match amical remporté (2-1) face au Liechtenstein à Vaduz.

## Palmarès
Rapid Vienne
- Champion d'Autriche (1) : 2008